# Titularbistum Vibo
Vibo (ital.: Vibo Valentia) ist ein Titularbistum der römisch-katholischen Kirche. 
Es geht zurück auf einen antiken Bischofssitz in der Stadt Vibo Valentia, die sich in der italienischen Region Kalabrien befindet. Das Bistum Vibo war dem Erzbistum Reggio Calabria als Suffraganbistum unterstellt.
| Titularbischöfe von Vibo |                                                  |                                                   |                   |                   |
| Nr.                      | Name                                             | Amt                                               | von               | bis               |
| 1                        | Andreas Rohracher Titularerzbischof pro hac vice | emeritierter Erzbischof von Salzburg (Österreich) | 30. Juni 1969     | 19. November 1970 |
| 2                        | Luciano Angeloni Titularerzbischof pro hac vice  | Apostolischer Nuntius                             | 24. Dezember 1970 | 9. Mai 1996       |
| 3                        | Aldo Cavalli Titularerzbischof pro hac vice      | Apostolischer Nuntius                             | 2. Juli 1996      |                   |